# فلاديمير تريتشيكوف
وُلد فلاديمير غريغوريفيتش تريتشكوف (Владимир Григорьевич Трeтчиков) في 26 كانون الأول (ديسمبر) 1913، في بيتروبافل الواقعة حالياً في كازاخستان (كانت تعرف باسم بيتروبافلوفسك) في زمن الإمبراطورية الروسية، وتوفي في 26 آب (أغسطس) 2006 في كيب تاون في جنوب أفريقيا. كان أحد أهم الفنانون نجاحاً على المستوى التجاري في كافة العصور، فقد كانت لوحته فتاة صينية (تشتهر باسم السيدة الخضراء) إحدى اللوحات التي حققت أفضل مبيعات لوحات فنية في القرن العشرين.
تعلم تريتشيكوف الرسم بنفسه، وقد رسم شخصيات واقعية وبورتريهات وحيوانات ومواضيع مستوحاة من حياته المبكرة في سنغافورة والصين وإندونيسيا، ولاحقاً جنوب أفريقيا. حققت أعماله شعبية هائلة بين العامة، لكن نقاد الفن غالباً ما نظروا إلى أعماله على أنها فن هابط (وقد لُقّب بملك الفن الهابط). لكن على الرغم من ذلك بيعت لوحاته المستنسخة بأعداد ضخمة في أنحاء العالم، وبفضل اللوحات المستنسخة، كان يشاع أنه أغنى فنان في العالم بعد بابلو بيكاسو
استخدم في أعماله الألوان الزيتية والألوان المائية والحبر والفحم وقلم الرصاص.